# 유기화학의 IUPAC 명명법
유기화학의 IUPAC 명명법(영어: IUPAC nomenclature of organic chemistry)은 화학 명명법으로 국제 순수·응용 화학 연합(IUPAC)에서 권장하는 유기 화합물의 체계적인 명명법이다. 이것은 《유기화학의 명명법》(비공식적으로는 블루북(Blue Book)이라고 함)에 게재되어 있다. 이상적으로는 가능한 모든 유기 화합물에는 명확한 구조식을 생성할 수 있는 이름이 있어야 한다. 무기화학의 IUPAC 명명법도 있다.

## 같이 보기
- IUPAC 명명법
- 무기화학의 IUPAC 명명법